# 伊藤俊也
伊藤 俊也（いとう しゅんや、1937年（昭和12年）2月17日 - ）は、日本の映画監督・脚本家。
いとう としやと紹介される場合があるが、いとう しゅんやが正しい。

## 経歴
福井県福井市出身。乾徳高等学校を経て、東京大学文学部卒業。
1960年、東映撮影所に入り助監督・脚本家として活動。助監督時代の映画に『河内遊侠伝』（1967年）がある。
1970年、千葉真一主演の『やくざ刑事シリーズ』の第二作『やくざ刑事 マリファナ密売組織』を野田幸男と共同監督。
1972年、梶芽衣子主演『女囚701号 さそり』を単独で監督、本人はこれをデビュー作としている。鮮烈な様式美で『女囚さそりシリーズ』としてシリーズ化されたが、先鋭的な演出がどんどんエスカレートしたこともあり第3作で降板。謎めいたラストシーンが話題になったオカルト映画『犬神の悪霊』を挟んで長いブランクが続く。久々のメガホンとなった『誘拐報道』は第56回キネマ旬報ベスト・テン第9位、モントリオール世界映画祭審査員賞など評価が高く、続けて『白蛇抄』『花いちもんめ。』（第9回日本アカデミー賞最優秀作品賞受賞）、『風の又三郎 ガラスのマント』などを発表。映画賞にも恵まれ、大作を任されることが多くなった。
1991年にフリーとなり、1992年に故郷である福井県の「福井ふるさと大使」に任命される。
1998年には『プライド・運命の瞬間』で監督・脚色を務める。かつて東映労組の戦闘的な委員長として鳴らし、反体制的な作品の多かった伊藤が東条英機を主役とする映画を撮ったことで話題と論争を呼んだ。
2003年、紫綬褒章受章。
2006年の『映画監督って何だ!』の監督・脚本を務める。日本映画監督協会設立70周年記念事業として多数の映画監督が出演した作品である。
2010年7月3日には『ロストクライム -閃光-』が公開。長坂秀佳とともに、脚本も担当している。
2012年4月、旭日小綬章受章。

## 家族
長男は日本テレビドラマプロデューサーで、それいけ!アンパンマン初代プロデューサーの伊藤響（いとう きょう、1965年2月3日 - ）。母方の伯父に天文学者の藤田良雄がいる。母方の祖父の藤田貞造は、戦前に福井新聞の編集長を務めたほか「藤田村雨」の筆名で小説を書いている。

## 作品

### 映画

#### 監督
※は脚本兼務
- やくざ刑事 マリファナ密売組織 （1970年） 野田幸男と共同
- 女囚さそりシリーズ
  - 女囚701号 さそり （1972年）
  - 女囚さそり 第41雑居房 （1972年） ※
  - 女囚さそり けもの部屋 （1973年）
- 犬神の悪霊（1977年） ※
- 誘拐報道 （1982年）
- 白蛇抄 （1983年）
- 花いちもんめ。 （1985年）
- 花園の迷宮 （1988年）
- 風の又三郎 ガラスのマント （1989年） ※
- ルパン三世 くたばれ!ノストラダムス （1995年） 脚本・総監督
- プライド・運命の瞬間 （1998年） 脚本兼
- 映画監督って何だ! （2006年） ※
- ロストクライム -閃光- （2010年） ※
- 始まりも終わりもない （2013年） ※
- 日本独立（2020年）※

#### 脚本
- ごろつき無宿 （1971年）

#### 企画
- 卍 （1983年）
- ちょうちん （1987年）

#### 助監督
- 河内遊侠伝 （1967年）

#### 出演
- 映画を語る 東映大泉篇・II (2003年)

### 作詞
- 怨み節 （1972年） 『女囚さそりシリーズ』主題歌
- すきだッ ダンガードA 『惑星ロボ ダンガードA』主題歌（1977年）
- その名もタクマ宇宙パイロット 『惑星ロボ ダンガードA』 副主題歌（1977年）

### 著書
- 『幻の「スタヂオ通信」へ』れんが書房新社, 1978.11
- 『偽日本国』（2000年、幻冬舎）
- 『メイエルホリドな、余りにメイエルホリドな』（2009年、れんが書房新社）
- 『方丈平家物語』幻冬舎, 2021.3